# Liste des guerres du Portugal
Cette liste regroupe les guerres et conflits ayant vu la participation du Portugal. Voici une légende facilitant la lecture de l'issue des guerres ci-dessous :
- Victoire portugaise
- Défaite portugaise
- Autre résultat (par exemple un traité ou une paix sans un résultat clair, un statu quo ante bellum, un résultat inconnu ou indécis)
- Conflit en cours

## Comté de Portugal
| Début           | Fin             | Nom du conflit                    | Belligérants                   | Belligérants      | Lieu                | Issue                                                  |
| Début           | Fin             | Nom du conflit                    | Alliés (y compris le Portugal) | Ennemis           | Lieu                | Issue                                                  |
| --------------- | --------------- | --------------------------------- | ------------------------------ | ----------------- | ------------------- | ------------------------------------------------------ |
| 966 ou 967      | 966 ou 967      | Bataille d'Aguioncha              | Comté de Portugal              | Royaume de Galice | Galice              | Victoire portugaise                                    |
| 18 janvier 1071 | 18 janvier 1071 | Bataille de Pedroso               | Comté de Portugal              | Royaume de Galice | Portugal            | Victoire galicienne Garcia II devient roi de portugal  |
| 25 mai 1111     | 26 mai 1111     | Prise de Santarém                 | Comté de Portugal              | Almoravides       | Santarém, Portugal  | Victoire almoravide                                    |
| 24 juin 1128    | 24 juin 1128    | Bataille de São Mamede            | Alphonse Henriques             | Thérèse de León   | Guimarães, Portugal | Victoire d'Alphonse Alphonse devient comte de Portugal |
| 1130            | 1137            | Premère guerre luso-léonaise (pt) | Comté de Portugal              | Royaume de León   | Galice              | Indécise                                               |

## Royaume de Portugal

### Maison de Bourgogne
| Début           | Fin             | Nom du conflit                       | Belligérants | Belligérants                                           | Lieu                          | Issue                  |
| Début           | Fin             | Nom du conflit                       | Alliés (y compris le Portugal) | Ennemis                                                | Lieu                          | Issue                  |
| --------------- | --------------- | ------------------------------------ | --- | ------------------------------------------------------ | ----------------------------- | ---------------------- |
| 15 mars 1147    | 15 mars 1147    | Conquête de Santarém                 | Royaume de Portugal | Taïfa de Badajoz                                       | Santarém, Portugal            | Victoire portugaise    |
| 1167            | 1169            | Seconde guerre luso-léonaise (pt)    | Royaume de Portugal | Royaume de León Empire almohade                        | Galice                        | Victoire de León       |
| 1190            | 1191            | Campagne Almohade contre le Portugal | Royaume de Portugal | Empire almohade                                        | Péninsule Ibérique            | Victoire almohade      |
| 1197            | 1200            | Troisième guerre luso-léonaise (pt)  | Royaume de Portugal Royaume de Castille | Royaume de León Royaume de Navarre Empire almohade     | Galice                        | Status quo ante bellum |
| 16 juillet 1212 | 16 juillet 1212 | Bataille de Las Navas de Tolosa      | Royaume de Castille Royaume d'Aragon Royaume de Navarre Vicomté de Narbonne Volontaires: Royaume de León Royaume de Portugal Royaume de France Saint-Empire Occitanie | Empire almohade                                        | Andalousie                    | Victoire chrétienne    |
| 1356            | 1375            | Guerre des Deux Pierre               | Couronne de Castille Royaume d'Angleterre Royaume de Navarre Royaume de Portugal République de Gênes Royaume de Grenade                                               | Couronne d'Aragon Henri de Trastamare                  | Aragon, Valence               | Victoire aragonaise    |
| 2 avril 1383    | 14 août 1385    | Crise portugaise                     | Royaume de Portugal Royaume d'Angleterre | Royaume de Castille Royaume d'Aragon Royaume de France | Portugal, Royaume de Castille | Victoire portugaise    |

### Maison d'Aviz
| Début            | Fin               | Nom du conflit                                      | Belligérants                                                                                                   | Belligérants | Lieu                                                                           | Issue |
| Début            | Fin               | Nom du conflit                                      | Alliés (y compris le Portugal)                                                                                 | Ennemis | Lieu                                                                           | Issue |
| ---------------- | ----------------- | --------------------------------------------------- | --- | --- | ------------------------------------------------------------------------------ | --- |
| 21 août 1415     | 21 août 1415      | Prise de Ceuta                                      | Royaume de Portugal                                                                                            | Mérinides | Ceuta                                                                          | Victoire Portugaise |
| 1462             | 1472              | Guerre civile catalane                              | Principauté de Catalogne Royaume de Portugal Duché de Lorraine Couronne de Castille(1462-1469)                 | Royaume d'Aragon Couronne de Castille (1469-1472) Royaume de France                                                                                | Catalogne                                                                      | Victoire castillo-aragonaise |
| 1468             | 1468              | Expédition d'Anfa                                   | Royaume de Portugal                                                                                            | Wattassides | Anfa, Maroc                                                                    | Victoire portugaise |
| 24 août 1471     | 24 août 1471      | Conquête d'Assilah                                  | Royaume de Portugal                                                                                            | Wattassides | Assilah                                                                        | Victoire portugaise |
| 1475             | 1479              | Guerre de Succession de Castille                    | Jeanne de Castille Royaume de Portugal Royaume de France                                                       | Isabelle de Castille Couronne d'Aragon | Péninsule ibérique, Océan Atlantique                                           | Victoire de Isabelle la Catholique |
| 28 juillet 1480  | 10 septembre 1481 | Sac d'Otrante                                       | Royaume de Portugal Royaume d'Aragon Royaume de Naples Royaume de Sicile Royaume de Hongrie États Ponctificaux | Empire ottoman | Otrante, Italie                                                                | Victoire portugaise |
| Août 1487        | Août 1487         | Expédition de Chaouia                               | Royaume de Portugal                                                                                            | Wattassides | Chaouia                                                                        | Victoire portugaise |
| 1490             | 1490              | Expédition de Targa                                 | Royaume de Portugal                                                                                            | Wattassides | Rif                                                                            | Victoire portugaise |
| 16 mars 1505     | 26 janvier 1517   | Conflit navale entre les Mamelouks et les Portugais | Royaume de Portugal                                                                                            | Sultanat mamelouk d'Égypte République de Venise Royaume de Calicut                                                                                 | Océan Indien                                                                   | Victoire portugaise |
| 1507             | 1542              | Guerre ajuro-portugaise                             | Royaume de Portugal                                                                                            | Sultanat Ajuran Empire ottoman | Somalie                                                                        | Victoire portugaise |
| Octobre 1507     | Octobre 1507      | Prise d'Ormuz                                       | Royaume de Portugal                                                                                            | Royaume d'Ormuz | Ormuz, Iran                                                                    | Victoire portugaise |
| 25 novembre 1510 | 25 novembre 1510  | Conquête portugaise de Goa                          | Royaume de Portugal                                                                                            | Sultanats du Deccan | Goa, Inde                                                                      | Victoire portugaise |
| 15 août 1511     | 15 août 1511      | Prise de Malacca                                    | Royaume de Portugal                                                                                            | Sultanat de Malacca | Malacca                                                                        | Victoire portugaise |
| 23 avril 1515    | 23 avril 1515     | Raid de Marrakech                                   | Royaume de Portugal                                                                                            | Hintata Soutenus par: Saadiens Wattassides | Marrakech                                                                      | Victoire marocaine |
| Mai 1516         | Mai 1516          | Expédition contre les Oulad Amrane                  | Royaume de Portugal                                                                                            | Tribus Marocaine | Doukkala                                                                       | Victoire marocaine |
| Mai 1522         | Mai 1522          | Expédition de Pédir                                 | Royaume de Portugal                                                                                            | Sultanat d'Aceh | Sumatra                                                                        | Victoire d'Aceh |
| 1527             | 1543              | Guerre adalo-éthiopienne                            | Empire éthiopien Royaume de Portugal                                                                           | Sultanat d'Adal Empire ottoman Sultanat de Mogadiscio                                                                                              | Éthiopie, Somalie, Djibouti, Érythrée                                          | Status quo ante bellum |
| 1538             | 1560              | Conflits entre Ottomans et Portugais                | Royaume de Portugal Empire Éthiopien Royaume d'Ormuz État kathiri de Sai'un                                    | Empire ottoman Sultanat d'Adal Sultanat du Gujarat                                                                                                 | Asie, Afrique                                                                  | Status quo ante bellum |
| 1558             | 1663              | Guerre néerlando-portugaise                         | Royaume de Portugal Empire espagnol Dynastie Ming Royaume d'Ormuz                                              | Provinces-Unies Royaume d'Angleterre Royaume de France Royaume du Kongo Royaume de Jaffna Sultanat de Ternate Royaume d'Ayutthaya Royaume de Kandy | Atlantique, Brésil, Afrique, Inde, Ceylan, Birmanie, Malacca, Macao, Indonésie | Indécise: -Création de l'Empire néerlandais. -Victoire portugaise au Brésil, en Angola, à Goa et Macao. -Victoire néerlandaise au Ghana, à Malacca, au Sri Lanka et en Indonésie. |
| 1560             | 1560              | Invasion portugaise du royaume de Jaffna            | Royaume de Portugal                                                                                            | Royaume de Jaffna | Sri Lanka                                                                      | Victoire portugaise |
| Décembre 1570    | 1575              | Guerre de la Ligue des Indes                        | Royaume de Portugal                                                                                            | Sultanat d'Aceh Sultanat de Ternate Sultanat de Tidore Royaume de Jepara Sultanat d'Ahmadnagar Sultanat de Golkonda                                | Inde, Océan Indien                                                             | Victoire portugaise |

### Maison de Habsbourg
| Début          | Fin            | Nom du conflit                                   | Belligérants                                                               | Belligérants                                                            | Lieu                                             | Issue                                                    |
| Début          | Fin            | Nom du conflit                                   | Alliés (y compris le Portugal)                                             | Ennemis                                                                 | Lieu                                             | Issue                                                    |
| -------------- | -------------- | ------------------------------------------------ | -------------------------------------------------------------------------- | ----------------------------------------------------------------------- | ------------------------------------------------ | -------------------------------------------------------- |
| 1580           | 1583           | Guerre de succession portugaise                  | Antoine de Portugal Royaume de France Royaume d'Angleterre Provinces-Unies | Philippe II Empire espagnol                                             | Portugal                                         | Victoire de Philippe II Création de l'Union Ibérique     |
| 1585           | 1589           | Raids ottomans sur la côte swahilie              | Royaume de Portugal                                                        | Empire ottoman Sultanat d'Adal                                          | Zanguebar                                        | Victoire portugaise                                      |
| 1585           | 1604           | Guerre anglo-espagnole                           | Empire espagnol Royaume de Portugal Ligue catholique Pays-Bas espagnols    | Royaume d'Angleterre Provinces-Unies Royaume d'Écosse Royaume de France | Atlantique, Manche, Pays-Pas, Espagne, Caraîbes, | Status quo ante bellum                                   |
| 1591           | 1591           | Seconde invasion portugaise du royaume de Jaffna | Royaume de Portugal                                                        | Royaume de Jaffna                                                       | Sri Lanka                                        | Victoire portugaise                                      |
| 5 juillet 1594 | 9 octobre 1594 | Campagne de Danture                              | Royaume de Portugal                                                        | Royaume de Kandy                                                        | Sri Lanka                                        | Victoire kandyenne                                       |
| Juin 1606      | Juin 1606      | Expédition à Aceh                                | Royaume de Portugal                                                        | Sultanat d'Aceh                                                         | Sumatra                                          | Victoire d'Aceh                                          |
| 1618           | 1620           | Expédition danoise en Inde                       | Royaume de Portugal                                                        | Danemark-Norvège Provinces-Unies                                        | Sri Lanka, Inde                                  | Victoire militaire portugaise Victoire politique danoise |
| 9 février 1622 | 4 mai 1622     | Capture anglo-persane d'Ormuz                    | Royaume de Portugal                                                        | Compagnie britannique des Indes orientales Perse séfévide               | Île d'Ormuz                                      | Victoire anglo-persane                                   |

### Maison de Bragance
| Début             | Fin              | Nom du conflit                                                                 | Belligérants | Belligérants | Lieu                          | Issue                                      |
| Début             | Fin              | Nom du conflit                                                                 | Alliés (y compris le Portugal) | Ennemis | Lieu                          | Issue                                      |
| ----------------- | ---------------- | ------------------------------------------------------------------------------ | --- | --- | ----------------------------- | ------------------------------------------ |
| 1er décembre 1640 | 13 février 1668  | Guerre de Restauration portugaise                                              | Royaume de Portugal Royaume de France Royaume de Grande-Bretagne Provinces-Unies | Empire espagnol | Portugal, Espagne             | Victoire portugaise                        |
| 1701              | 1714             | Guerre de succession d'Espagne                                                 | Saint-Empire Archiduché d'Autriche Royaume de Grande-Bretagne Royaume de Prusse Duché de Savoie Provinces-Unies Royaume de Portugal Royaume d'Aragon | Royaume de France Royaume de Castille et León Électorat de Bavière Électorat de Cologne | Europe                        | Traité d’Utrecht                           |
| 1707              | 1709             | Guerre des Emboabas                                                            | Royaume de Portugal (emboabas) | Paulistas | Minas Gerais, Brésil colonial | Victoires des emboabas                     |
| 1714              | 1718             | Guerre vénéto-austro-ottomane                                                  | République de Venise Archiduché d'Autriche Royaume de Portugal États Ponctificaux Hospitaliers | Empire ottoman | Grèce, Serbie, Valachie       | Victoire ottomane                          |
| 1729              | 1732             | Guerre indo-portugaise                                                         | Royaume de Portugal Empire britannique | Empire marathe | Konkan, Inde                  | Status quo ante bellum                     |
| 14 octobre 1735   | Août 1737        | Guerre hispano-portugaise de la bande orientale                                | Royaume de Portugal | Royaume d'Espagne | Bande orentale                | Victoire portugaise                        |
| 1754              | Février 1756     | Guerre des Guaranis                                                            | Royaume de Portugal Empire espagnol | Tribus des Guranis | Amérique du Sud               | Victoire hispano-portugaise                |
| 17 mai 1756       | 15 février 1763  | Guerre de Sept Ans                                                             | Empire britannique Royaume de Prusse Royaume de Portugal Royaume de Hanovre | Royaume de France Empire d'Autriche Empire russe Saxe Empire espagnol Royaume de Suède | Europe, Colonies européennes  | Victoire anglo-prussienne                  |
| Juillet 1784      | Juillet 1784     | Bombardement d'Alger                                                           | Empire espagnol Royaume de Portugal Royaume des Deux-Siciles Ordre de Malte | Régence d'Alger | Alger                         | Victoire algérienne                        |
| 7 mars 1793       | 22 juillet 1795  | Guerre du Roussillon                                                           | Royaume de Portugal Royaume d'Espagne Royalistes français | République française | Rousillon                     | Victoire française                         |
| Juin 1798         | Décembre 1798    | Campagne méditerranéenne                                                       | Royaume de Portugal Empire britannique Royaume d'Espagne Empire russe Empire ottoman Royaume de Naples Ordre de Malte | République française Royaume d'Espagne | Méditerranée                  | Victoire de la Coalition                   |
| 20 mai 1801       | 9 juin 1801      | Guerre des Oranges (Guerre de la Deuxième Coalition)                           | Royaume de Portugal | Empire français Royaume d'Espagne | Portugal, Brésil Colonial     | Victoire franco-espagnole                  |
| 19 novembre 1807  | 30 novembre 1807 | Première invasion napoléonienne du Portugal (Guerre de la Quatrième Coalition) | Royaume de Portugal | Empire français Royaume d'Espagne | Portugal                      | Victoire franco-espagnole                  |
| 1808              | 1814             | Guerre d'indépendance espagnole                                                | Royaume d'Espagne Royaume de Portugal Empire britannique | Empire français Royaume d'Espagne Royaume d'Italie Duché de Varsovie Royaume de Hollande | Espagne, Portugal, France     | Victoire de la Coalition                   |
| 6 janvier 1809    | 14 janvier 1809  | Invasion portugaise de la Guyane                                               | Royaume de Portugal Brésil Colonial Empire britannique | Empire français | Guyane française              | Victoire anglo-portugaise                  |
| 1811              | 1812             | Invasion portugaise de la Bande Orientale                                      | Royaume de Portugal Brésil Colonial | Provinces-Unies du Río de la Plata Vice-royauté du Río de la Plata | Argentine, Brésil             | Indécise                                   |
| 1812              | 1814             | Guerre de la Sixième Coalition                                                 | Sixième Coalition : Empire d'Autriche Empire russe Royaume de Prusse Royaume-Uni de Grande-Bretagne et d'Irlande Royaume de Portugal Royaume de Suède Royaume de Sicile | Empire français République des Sept-Îles Royaume d'Italie Duché de Varsovie Royaume de Naples Suisse Royaume d'Espagne Confédération du Rhin Royaume de Bavière Royaume de Saxe Royaume de Westphalie Royaume de Wurtemberg Grand-duché de Bade Grand-duché de Berg Grand-duché de Hesse Grand-duché de Francfort Grand-duché de Wurtzbourg Danemark-Norvège | Russie, Allemagne, France     | Victoire de la Coalition Congrès de Vienne |
| 10 mars 1815      | 8 juillet 1815   | Guerre de la Septième Coalition                                                | Septième Coalition : Confédération germanique Royaume de Prusse Empire d'Autriche Royaume-Uni de Grande-Bretagne et d'Irlande République des Îles Ioniennes Empire russe Suède-Norvège Royaume uni des Pays-Bas Royaume d'Espagne Royaume de Portugal Royaume de Sardaigne Grand-duché de Toscane Royaume de Sicile | Empire français (Cent-Jours) Royaume de Naples | Europe                        | Victoire de la Coalition                   |
| 1816              | 1820             | Invasion de la Bande orientale par l'armée luso-brésilienne                    | Royaume-Uni de Portugal, du Brésil et des Algarves | Ligue fédéral d'Aregentine | Argentine                     | Victoire portugaise                        |
| 29 octobre 1821   | 8 mars 1824      | Guerre d'indépendance du Brésil                                                | Royaume-Uni de Portugal, du Brésil et des Algarves | Empire du Brésil | Brésil portugais              | Victoire brésilienne                       |
| 1828              | 1834             | Guerre civile portugaise                                                       | Libéraux Espagne Empire britannique Royaume de France Belgique | Miguelistes Saint-Alliance Espagne | Portugal                      | Victoire des libéraux                      |
| 1833              | 1840             | Première guerre carliste                                                       | Libéraux Royaume de Portugal Empire britannique Royaume de France | Carlistes Royaume-Uni de Portugal, du Brésil et des Algarves Saint Alliance | Espagne                       | Victoire des libéraux                      |
| 25 août 1849      | 25 août 1849     | Incident du Passaleão                                                          | Royaume de Portugal | Dynastie Qing | Macao                         | Victoire portugaise                        |

## Dictature nationale
| Début        | Fin              | Nom du conflit           | Belligérants | Belligérants                                                        | Lieu                                                                              | Issue               |
| Début        | Fin              | Nom du conflit           | Alliés (y compris le Portugal) | Ennemis                                                             | Lieu                                                                              | Issue               |
| ------------ | ---------------- | ------------------------ | --- | ------------------------------------------------------------------- | --------------------------------------------------------------------------------- | ------------------- |
| 1911         | 1912             | Rébellion timoraise      | République portugaise | Rebelles timorais                                                   | Timor portugais                                                                   | Victoire portugaise |
| 28 juin 1914 | 11 novembre 1918 | Première Guerre Mondiale | France Empire britannique République portugaise Empire russe Royaume d'Italie Royaume de Serbie Empire du Japon États-Unis Royaume de Roumanie | Empire allemand Autriche-Hongrie Empire ottoman Royaume de Bulgarie | Europe, Afrique, Moyen-Orient, Chine, Océanie, océan Pacifique, océan Atlantique. | Victoire des Alliés |

## Estado Novo
| Début             | Fin              | Nom du conflit                            | Belligérants                                                                                                  | Belligérants                                  | Lieu                 | Issue                                                                        |
| Début             | Fin              | Nom du conflit                            | Alliés (y compris le Portugal)                                                                                | Ennemis                                       | Lieu                 | Issue                                                                        |
| ----------------- | ---------------- | ----------------------------------------- | --- | --------------------------------------------- | -------------------- | ---------------------------------------------------------------------------- |
| 17 juillet 1936   | 1er avril 1939   | Guerre civile espagnole                   | Nationalistes Reich allemand Royaume d'ItalieBandera Jeanne d'Arc Estado Novo (Portugal) Légion Saint-Patrick | République espagnole Union soviétique Mexique | Espagne              | Victoire nationaliste                                                        |
| 19 février 1942   | 10 février 1943  | Invasion du Timor                         | Estado Novo (Portugal) Pays-Bas Australie États-Unis Empire britannique                                       | Empire du Japon                               | Timor portugais      | Victoire japonaise                                                           |
| 4 février 1961    | 25 avril 1974    | Guerre d'indépendance de l'Angola         | Portugal Afrique du Sud                                                                                       | République populaire d'Angola                 | Angola portugaise    | Victoire angolaise                                                           |
| 17 décembre 1961  | 19 décembre 1961 | Invasion de Goa                           | Estado Novo (Portugal)                                                                                        | Inde                                          | Goa, Inde            | Victoire indienne                                                            |
| 1963              | 1974             | Guerre d'indépendance de la Guinée-Bissau | Estado Novo (Portugal)                                                                                        | Guinée-Bissau                                 | Guinée Portugaise    | Victoire guinéenne                                                           |
| 25 septembre 1964 | 25 juin 1975     | Guerre d'indépendance du Mozambique       | Estado Novo (Portugal)                                                                                        | Mozambique                                    | Mozambique Portugais | Victoire du Mozambique Indépendance de la République populaire du Mozambique |

## Troisième république du Portugal
| Début          | Fin              | Nom du conflit                                                                                    | Belligérants | Belligérants | Lieu               | Issue |
| Début          | Fin              | Nom du conflit                                                                                    | Alliés (y compris le Portugal) | Ennemis | Lieu               | Issue |
| -------------- | ---------------- | ------------------------------------------------------------------------------------------------- | --- | --- | ------------------ | --- |
| 6 avril 1992   | 14 Decembre 1995 | Guerre de Bosnie-Herzégovine                                                                      | OTAN Croatie Bosnie-Herzégovine | Yougoslavie | Bosnie-Herzégovine | Victoire de l'OTAN |
| 6 mars 1998    | 10 juin 1999     | Guerre du Kosovo                                                                                  | Armée de libération du Kosovo OTAN : - Allemagne - Belgique - Canada - Espagne - États-Unis - République tchèque - Danemark - France - Italie - Luxembourg - Norvège - Pays-Bas - Portugal - Royaume-Uni - Turquie                                                             | République fédérale de Yougoslavie | Kosovo             | Victoire militaire de l'OTAN, évacuation du Kosovo par l'armée yougoslave, Résolution 1244 du Conseil de sécurité des Nations unies |
| 7 octobre 2001 | 31 décembre 2021 | Guerre d’Afghanistan Opération Pamir Opération Héraclès (2001-2002) Opération Épidote (2002-2014) | Afghanistan FIAS : - Albanie - Allemagne - Australie - Belgique - Canada - Croatie - Danemark - Espagne - États-Unis - France - Italie - Lituanie - Norvège - Nouvelle-Zélande - Pakistan - Pologne - Portugal - République tchèque - Roumanie - Royaume-Uni - Suède - Turquie | Talibans Réseau Haqqani Al-Qaïda Mouvement islamique d'Ouzbékistan Hezb-e-Islami Gulbuddin Lashkar-e-Toiba Jaish-e-Mohammed Hizbul Mujahideen (en) Tehrik-e-Taliban Pakistan | Afghanistan        | Victoire des Talibans . |